# Бајка о рибару и рибици
Бајка о рибару и рибици (рус. Сказка о рыбаке и рыбке) је бајка у стиху коју је 1833. године написао Александар Пушкин, а објављена је две године касније.
У њеном рукописном издању, на маргини, стоји напомена „18. српска песма” што је, по мишљењу многих пушкинолога, означавало његову намеру да је смести у циклус Песме западних Словена.
Јован Јовановић Змај ју је први превео на српски језик и објавио у часопису Невен 1890. године.

## Анализа
Бајка о рибару и рибици говори о човековој трансформацији насталој стицањем богатства и моћи. Трансформација иде у смеру деформације која се огледа у отуђењу, себичности, похлепности, нечовештву, незајежљивости. Наиме, како се бајка одвија, задовољна и мирна старица постаје све свирепија, јер јој добијено богатство не пружа очекивану радост, па се потреба за новим и већим јавља као компензација за испуњењем празнине. Метаморфоза понашања старице у психолошком и етичком смислу препознаје се и у њеном односу према старом рибару. Она се, као властелинка и царица, сурово понаша према свом мужу, гледајући у њему само некога ко може да послужи да јој се испуне нескромне жеље.
С друге стране, старац је у бајци представљен као позитиван јунак, који је навикао да живи скромним животом и који осећа велику непријатност што је приморан да тражи нешто што сам, да није похлепне жене, никада не би ни помислио да затражи. Он на почетку трпи грдње, касније бива истеран из куће, а оног тренутка када је старица добила титулу царице, стража му умало не одсеца главу.
Крај бајке је праведан јер је кажњено зло понашање и нескромност. Царски двори, удобан живот и сва она лепота у којој је уживала незастита старица су нестали због њене последње жеље која је за златну рибицу била понижавајућа. Уместо њеног испуњења, бајка своје јунаке враћа на почетак:
Дуго старац одговора чека,
дуго чека, ал' га не дочека,
па се врати дома, својој баби.
И шта види?! - Пред њим изба стара,
а на прагу старица му седи
и пред њоме разбито корито.
Бајка о рибару и рибици има прстенасту композицију јер се бајка завршава ситуацијом којом је и започета: старица седи над распуклим коритом и на почетку и на крају бајке.